# 劉守仁 (隆慶進士)
劉守仁（1524年—1606年），字與居，號友山，山西平陽府洪洞縣人，軍籍，明朝政治人物。

## 生平
嘉靖四十三年（1564年）甲子科山西鄉試第七名舉人。隆慶二年（1568年）中式戊辰科會試第三百八十九名，三甲第二百八十四名進士。初任户部主事，升郎中，出为安庆府知府，補陕西庆阳府知府，萬曆十年（1582年）九月升山东副使，歴湖广布政司左参政，十六年（1588年）二月以疾乞休。萬曆三十四年卒，年八十三。

## 家族
曾祖劉普；祖父劉文；父劉蘭，母郭氏。慈侍下。兄守魁。弟守正、守業。